# Go Ahead Eagles Voetbalopleiding
De Go Ahead Eagles Voetbal Academie is de regionale jeugdopleiding van de profvoetbalclub Go Ahead Eagles uit Deventer.

## Geschiedenis

### Jeugdinternaat
In 1962 begon Go Ahead als eerste club in Nederland met een internaat voor jonge spelers. Dit kwam onder leiding van trainer František Fadrhonc en manager Wim Beltman. Onder andere spelers als Bert van Marwijk, Johan Derksen en Marc Overmars maakten deel uit van het internaat gedurende haar bestaan. In 1996 werd het internaat gesloten door Go Ahead Eagles.

### Samenwerking
De KNVB Licentie-eis S.02 schrijft voor dat iedere betaald voetbalorganisatie moet beschikken over vier jeugdelftallen, waaronder ten minste één beloftenteams, één A-team, één B-team en één C-team. Het staat een club vrij om dispensatie aan te vragen voor het hebben van een beloftenteams als het eerste team van de licentiehouder uitkomt in de eerste divisie òf als de licentiehouder met een of meer andere betaald voetbalorganisaties participeert in een gezamenlijke regionale jeugdopleiding. Sinds eind 2008 had Go Ahead Eagles daarom haar jeugd ondergebracht in de Voetbalacademie FC Twente. De laatste speler die daarvóór uit de eigen jeugdopleiding doorstroomde naar de hoofdmacht was Joey Suk. Op 27 februari 2009 meldde de Stentor dat Go Ahead Eagles met ingang van het seizoen 2009/10 alleen nog de D- en C-junioren zou behouden.
Alle overige jeugdelftallen en het beloftenelftal werden opgeheven als gevolg van de samenwerking met FC Twente en Heracles Almelo. Eagles-trainer Andries Ulderink maakte wel duidelijk dat de Deventenaren slechts een beperkte stem zouden krijgen bij de samenwerking: "We hebben goede afspraken met elkaar gemaakt, maar het mag duidelijk zijn dat FC Twente wel alles bepaalt. We betalen een bepaalde som geld aan Twente, maar de opleiding wordt vooral gefinancierd door die club." De D- en C-jeugd van Go Ahead bleef in Deventer spelen, die van FC Twente en Heracles bleven hun duels afwerken in Hengelo. De beste talenten van de C-jeugd van Go Ahead stroomden door naar de B-jeugd van de voetbalacademie die in Hengelo speelde. Na de jeugdopleiding hadden FC Twente en Heracles Almelo de eerste keus uit de talenten. Go Ahead had daarnaast afspraken met FC Twente gemaakt over het huren van talenten die bij de Enschedeërs onder contract stonden. Op dat moment huurden de Deventenaren al drie spelers van de Tukkers; Wout Droste, Halil Çolak en Jules Reimerink.
Vanaf seizoen 2009/10 werd de naam veranderd van Voetbalacademie FC Twente/Heracles Almelo in Voetbalacademie FC Twente. De voormalige jeugdelftallen van de Go Ahead Eagles speelden toen vanuit Sportpark Zuiderlaan van sv Twello.

### Herstart
Met ingang van het seizoen 2014/15 werd de samenwerking met Voetbalacademie FC Twente beëindigd en kwam de, ooit zo befaamde, jeugdopleiding weer in eigen handen. Clubiconen John Oude Wesselink en Henk ten Cate werden de drijvende krachten achter deze wederopbouw. Sinds het seizoen 2014/15 beschikt Go Ahead Eagles over een beloftenteam dat in de beloftencompetitie uitkomt, en over drie junioren teams. Daarnaast is er een voetbalschool met een selectie van tweedejaars D-pupillen en eerstejaars C-junioren. Spelers die geselecteerd worden voor de voetbalschool blijven voetballen bij hun amateurclub, en trainen één keer in de week op woensdagmiddag bij Go Ahead Eagles. In het seizoen 2015/16 werd de voetbalschool uitgebreid met een nieuwe groep voor tweedejaars E- en eerstejaars D-pupillen. Orhan Džepar en Joey Groenbast waren in seizoen 2015/16 de eerste spelers uit de nieuwe jeugdopleiding die de overstap naar de hoofdmacht maakten.

### Regionale voetbalacademie
In mei 2018 werd de voetbalopleiding van Go Ahead Eagles door de KNVB aangemerkt als regionale voetbalacademie. De nationale voetbalbond geeft elke drie jaar een oordeel af over de jeugdopleidingen van de betaald voetbal organisaties. Profclubs moeten aan bepaalde kwaliteitseisen voldoen, waarbij de KNVB vier niveaus onderscheidt: internationaal, nationaal, regionaal en lokaal.
Go Ahead Eagles had vanaf de herstart van de jeugdopleiding de ambitie om een regionale opleiding te zijn, wat in mei 2018 dus gerealiseerd werd. Met ingang van het seizoen 2018/19 werd de hoofdmacht en het beloftenteam samengevoegd tot één groep van 25 voetballers en drie keepers. De club wilde daarmee de ontwikkeling en doorstroming van talenten bevorderen, door beloftevolle spelers dagelijks samen met het eerste elftal te laten trainen. De bestaande beloftenformatie werd op dat moment voor een groot deel ontmanteld. De meeste spelers vertrokken. Alleen Desney Bruinink, Giovanni Büttner en doelman Lars Jansen bleven. Het beloftenteam bleef in 2018/19 wel in competitieverband actief in de beloftencompetitie. Jong Go Ahead Eagles kwam vanaf 2018/19 in wedstrijdverband uit met een mix van spelers van de hoofdmacht en van Go Ahead Eagles onder-19. Die jeugdselectie werd met ingang van het seizoen 2018/19 uitgebreid. Vanaf de start van het seizoen 2020/21 is het beloftenteam en Onder 19 elftal samengevoegd tot het Onder 21 elftal. De selectie zou bestaan uit 26 spelers waarvan 3 keepers. Go Ahead Eagles Onder 21 kwam bij de introductie in het seizoen 2020/21 uit in Divisie 3-A. Door het samengaan van het beloftenteam met het onder-19 elftal werd het onder-17 team een onder-18 en is er een onder-16 team en onder-14 team bijgekomen.
In 2024 startte de voetbalopleiding met een meidenteam (Onder 16).
Sinds de herstart in 2014 debuteerden zeven spelers uit die jeugdopleiding in het eerste elftal: Orhan Džepar, Joey Groenbast, Givan Werkhoven, Patrick Maneschijn, Sam Beukema, Thijs Dekker en Mark Spenkelink.

## Medewerkers
Na Jan Kromkamp en Eric Whittie vervult Martijn Jongbloed vanaf de zomer 2025 de functie van Hoofd Opleiding Jeugd.
| Team       | Trainer             | Competitie  |
| ---------- | ------------------- | ----------- |
| O21        | Jeroen Spies        | Divisie 1-A |
| O19        | Peter Vogel         | Divisie 2-A |
| O17        | Jip Ellenbroek      | Divisie 1-A |
| O15        | Bram Meuwissen      | Divisie 2-B |
| O14        | Patrick Kieftenbelt | Divisie 2-A |
| O13        | Thijs Smit          | Divisie 2-D |
| Meiden O16 | Jop van der Linden  |             |

Tabel aangepast op 31 oktober 2024 o.b.v. https://www.ga-eagles.nl/voetbalopleiding-jeugdteams/